# الفينيقيون في الجزائر
الوجود الفينيقي في الجزائر
يعود إلى حوالي القرن 12 ق.م وتدعم ذلك بإنشاء الإمبراطورية القرطاجية حوالي 800 قبل الميلاد والتي توسعت في الأراضي الجزائرية وأسست هيبون (عنابة الحديثة) وروسيكاد (سكيكدة الحديثة)  وإكوزيوم (الجزائر الحديثة) و آزديف (سطيف الحديثة) ، وأيضا القل، بجاية، دلس، شرشال، تنس، بطيوة، الغزوات وتيبازة. عين القرطاجيين قضاة خاصين بهم لحكم المدن واحتفظت قرطاج بالسيطرة المباشرة على المستعمرات. 
وبحلول بداية القرن الخامس قبل الميلاد، أصبحت قرطاج المركز التجاري لمنطقة غرب البحر الأبيض المتوسط وسيطرت على الشؤون السياسية والعسكرية والاقتصادية للبحر الأبيض المتوسط الغربي بالأخص سواحل شمال أفريقيا وجزرها، نظرا لقواتها البحرية. في 509 قبل الميلاد، تم توقيع معاهدة بين قرطاج وروما تنص على تقسيم النفوذ والأنشطة التجارية.

## التاريخ

### اكتشاف واِختيار المواقع

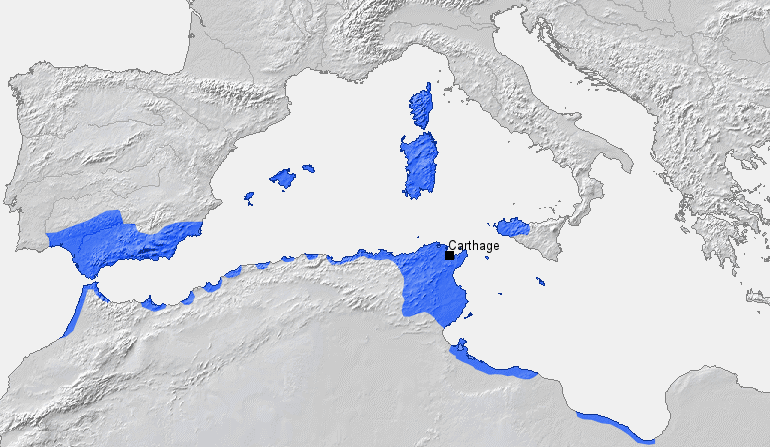
الإنتشار الفينيقي في البحر الأبيض المتوسط

حاول الفينيقيون اكتشاف طبيعة شواطئ الحوض الغربي للبحر الأبيض المتوسط وذلك من أجل اختيار مواقع لمحطاتهم ومستوطناتهم التجارية التي تحولت فيما بعد إلى مستوطنات اسكان إحتك فيها السكان المحليون (الليبيون) بالفينيقيين، وتبقى الدلائل المادية والكتابية حول الأيام الأولى للفينيقيين بسواحل شمال افريقيا قليلة لكن من المرجح أن مستوطناتهم كانت عبارة عن محطات تجارية مرتبطة مباشرة بالوطن الأم ولم تتحول إلى مستوطنات ومدن إلا بعد تكاثر عدد المهاجرين الفينيقيين وتطويرهم لنشاط اقتصادي مع السكان المحليين وبالتالي تأسيس حضارة جديدة عرفت فيما بعد بالإمبراطورية القرطاجية
لمّا اشتدّت منافسة الإغريق، فضّل الفينيقيون نقل مناطق نفوذهم التّجاري إلى الحوض الغربي للبحر الأبيض المتوسط. فاستقرّوا في صقلية وتونس ومالطة وبنوا مستعمرات بحريّة غالباً راعوا فيها المركز التّجاري والموقع الطّبيعي لإنشاء المرافئ، ومن هناك انطلق الفينيقيّون إلى جنوبي سردينيا والجزر المجاورة لها كالباليار وإسبانيا.

### إنشاء المستعمرات والمرافِئ

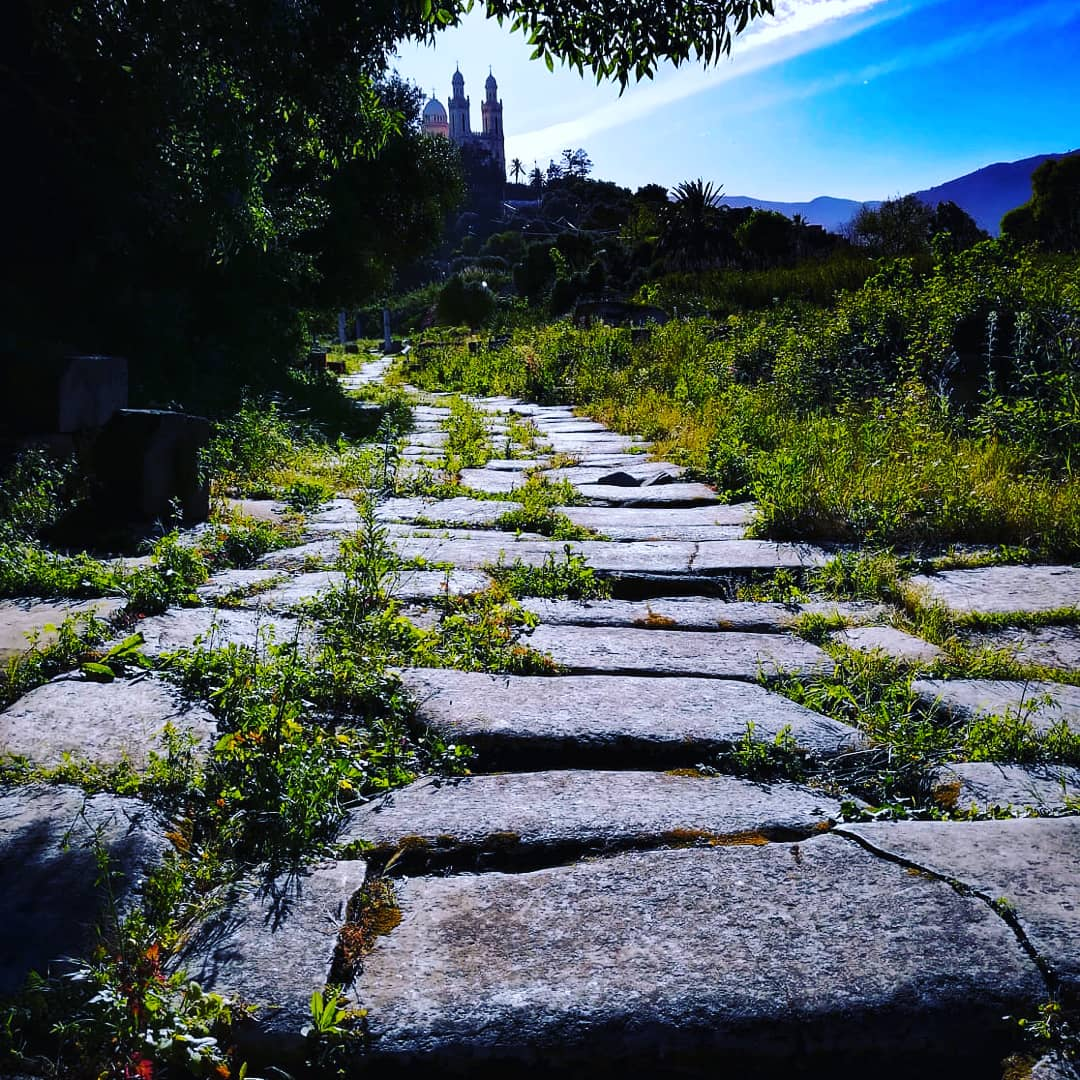
هذه الأحجار تمثل الطريق الرئيسي لقرطاج إنطلاقاً من هيبون (عنابة في الجزائر الحالية)

كان سكان شمال أفريقيا يعيشون البداوة حيث سكنوا الأكواخ والخيم واحترفوا حياة الترحال وعدم الاستقرار ولم يتقيدوا بحكم سياسي مهما كان بسيط، فالقبلية هي التنظيم الوحيد له، إن الكتابات التاريخية التي وصلت إلى الباحثين والخاصة بالألف الأولى ق.م في بلاد المغرب القديم لا تذكر شيئا عن حياة منظمة أو مدينة.
شهدت الجزائر مع قدوم الفينيقيين ظهور أولى التجمعات السكانية الحضرية ونذكر منها:
- هيبون (عنابة اليوم)[4][5] وهي النطق اللآتيني للكلمة الفينيقية ويتعلق اسمها ربما بالكلمة (ûbôn) التي تعني "الميناء"،[6] استوطنها فينيقيون من صور لأول مرة في حوالي القرن 12 ق.م.
- إكوزيوم (الجزائر اليوم) أطلق السكان البونيقيين هذا الاسم على المدينة قبل القرن 3 ق.م واسمها البوني (ʿwyksm) وتعني جزيرة النورس وكانت عبارة عن مركز تجاري صغير.[5]
- آزديف (سطيف اليوم) يعود أصل التسمية للسكان المحليين البربر بمختلف تكويناتهم قبل الوجود الفينيقي (Èsdif) ، ساهم الوجود الفينيقي في المدينة الذي يعود للقرن السادس قبل الميلاد في تنميتها أكثر كما شجع الإستيطان فيها ما ساهم في توسع المدينة التي لازالت تحتفظ بالآثار الفينيقية المعروضة في متحف وسط المدينة.
- إيجلجيلي (جيجل اليوم) مدينة قرطاجية وميناء تجاري،[7] واسمها من كلمة (gulgulet) الفينيقية وتعني في شكل جمجمة وهي مستوحاة من التلال المحيطة بجيجل وقيل من الكلمة الفينيقية (Iǧilǧili) المتكونة من (I) وتعني جزيرة و(gilgil) وتعني حلقة من الحجر ويشير كل ذلك إلى سلسلة من الشعاب المرجانية التي أنشئ عليها جزء من ميناء جيجل.[8]
- يول (شرشال اليوم)[9][10] أنشأ الفينيقيون أولى المستعمرات على السواحل بين وطنهم ومضيق جبل طارق في القرن 8 ق.م، لكن تم تأسيس يول حوالي 600 ق.م. واسمها من كلمة (Iol) الفينيقية وتعني جزيرة.[11]
- تيبازة (تيبازة اليوم) واسمها من كلمة (Tipaza) الفينيقية وتعني محطة توقف أو نقطة عبور في البداية كانت المدينة مركزًا تجاريًا صغيرًا للبونيقيين، أسسها الفينيقيون حوالي القرن 5 ق.م. كان لتيبازة هيئة مدينة بونيقية لأنها كانت تقع في منطقة نفوذ قرطاج.[12]
- كيرتان (قسنطينة اليوم) تأسست المدينة في الأصل من طرف الفينيقيين، الذين أطلقوا عليها اسم قرطة وتعود للكلمة الفينيقية QRTN وتلفظ قرطة وتعني قرية صغيرة ليتحول الاسم فيما بعد مع الرومان إلى سيرتا
- مالاكا (قالمة اليوم) أسست من قبل الفينيقيين وسموها مالاكا[13] على غرار مستعمرة مالاك بمالقة الإسبانية[14] وتستمد هذه المدينة تسميتها من الجذر السامي mlk وتعني أصبح ملكًا، ملكَ مما يشير على الأرجح إلى وجود معبد مكرس للإلهة عشتروت (آلهة الخصب لدى الفينيقيين والكنعانيين) على أرض مالقة.[15]
- سيقا (بولاية عين تموشنت) العاصمة التاريخية الجزائرية الأولى لمملكة ماسيسيليا و التي كان يحكمها الملك سيفاكس.

كما أنشأ الفينيقيون مدن أخرى على غرار كاماراتا (سيدي الصافي) وكارتيناس وايومنيوم وكيسي (جنات) وماكوماديس (مركب طلحة) وروسازوس ورشقوني (تامنفوست) وروسيبيسير وروسوبيكاري (زموري البحري) وروسوكورو (دلس) وزاراي وتاغورة و تيميسي (سيدي بوشعيب) و بورتوس ماقنوس (بطيوة) و بورتوس ديفيني (المرسى الكبير "وهران").

### الخضوع لحكم قرطاج

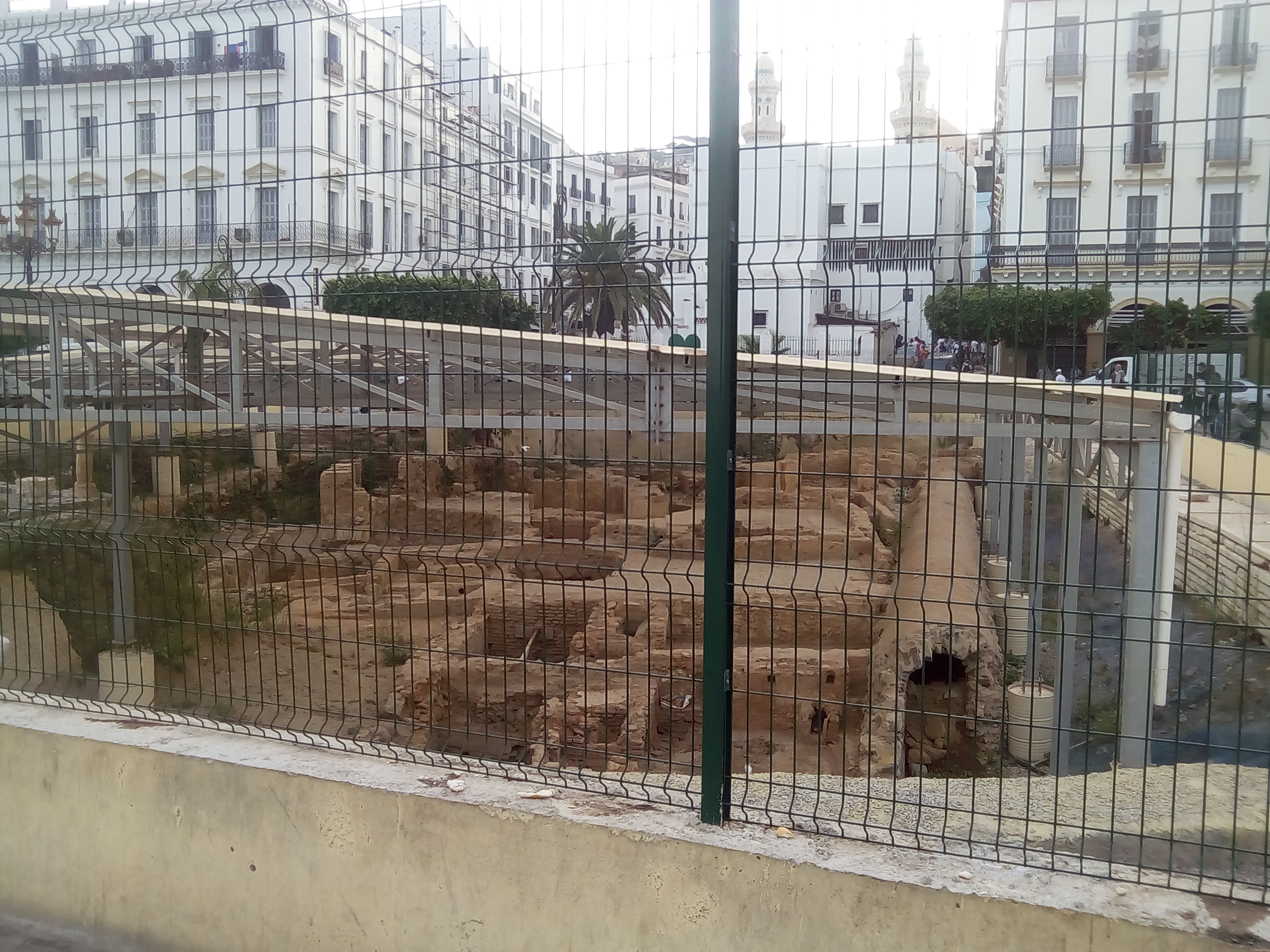
موقع أثري يضم آثار فينيقية ورومانية وعثمانية بمدينة الجزائر قرب موقع مدينة إكوزيوم البونيقية التاريخية

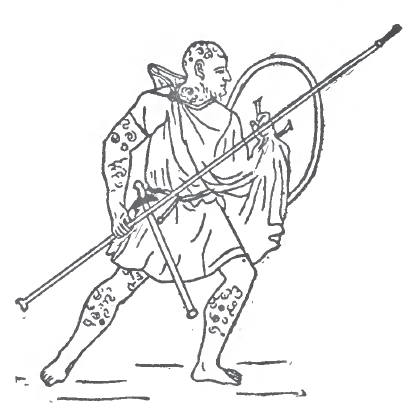
رامي رمح أفريقي (ليبوفينيقي)

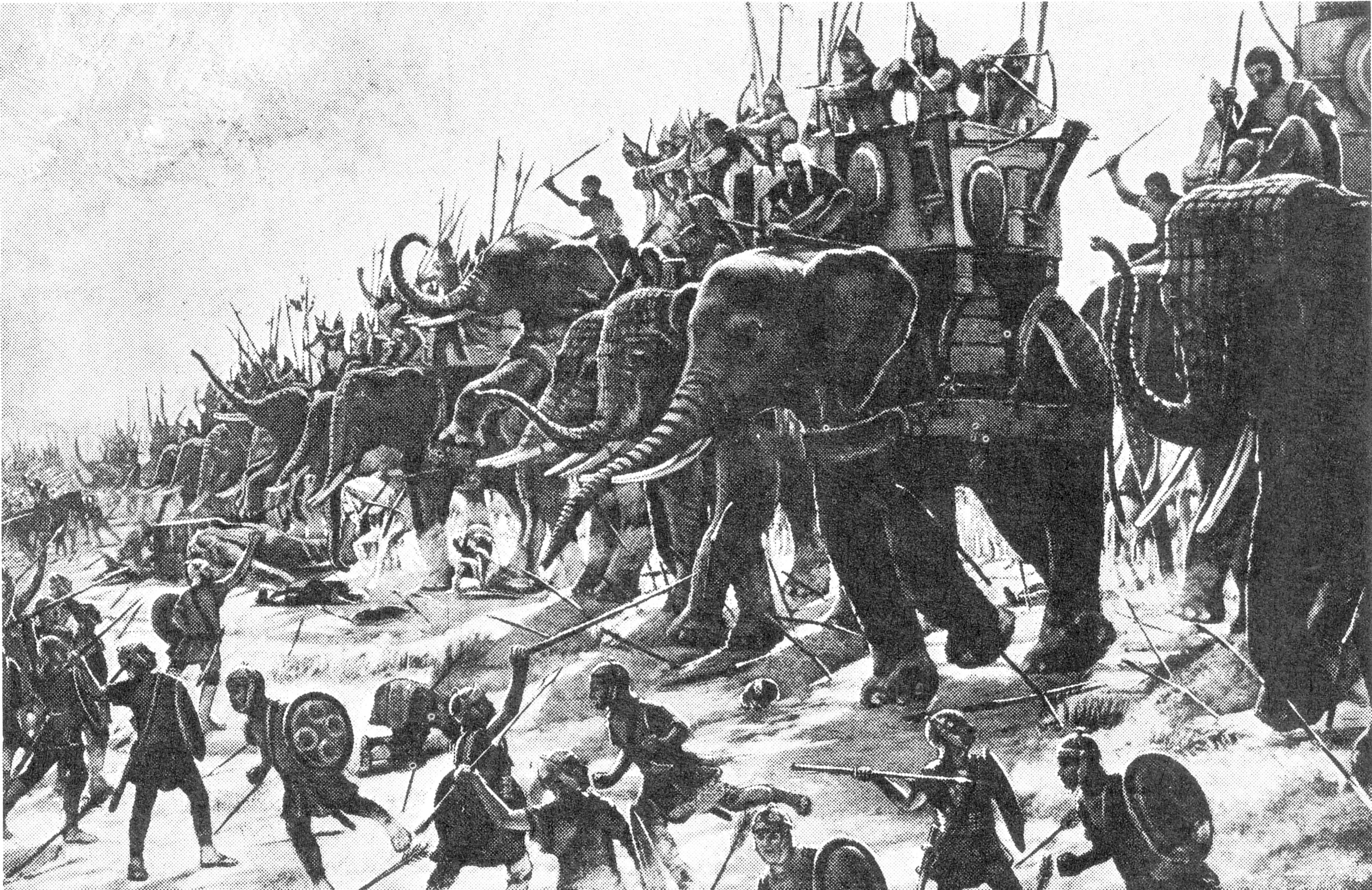
رسمة لمعركة زامة بين الرومان وقرطاجة والتي شارك فيها ماسينيسا كحليف للرومان

إن غياب مصدر مكتوب بين تأسيس مدينة قرطاج والنصف الثاني للقرن 6 ق.م أدى لاعتماد المؤرخين على المصادر الأثرية المعقدة لتفسير كون قرطاج كانت إمبريالية، وقد أثار هذا الموضوع نقاشات كبيرة حيث أكد بعض المؤرخين ذلك من بينهم الفرنسي يان لو بوهيك حتى لو أن قرطاج مرت بفترة خمود.
يعود تاريخ إحكام القرطاجيين قبضتهم على المدن الفينيقية في غرب البحر الأبيض المتوسط إلى القرن 6 ق.م وذلك عند انهيار مدينة صور، تشكلت الإمبراطورية القرطاجية ككونفدرالية للمستوطنات البونيقية الموجودة سابقاً بشمال أفريقيا وأيبيريا، حيث صارت قرطاج عاصمة مسؤولة عن ضمان الأمن الجماعي والسياسة الخارجية وحتى التجارية لهذا المجتمع.
مشاة ليبوفينيقيين: أُطلق على سكان الجزائر وشمال أفريقيا عموماً في العهد الفينيقي والقرطاجي تسمية الليبوفينيقيين (بالفرنسية: libyphéniciens) في إشارة للمكون المحلي والمكون الفينيقي، حوالي القرن 5 ق.م كان الليبوفينيقيين هم المجموعة الإثنية الوحيدة الخاضعة للسيطرة القرطاجية وكان لزاماً عليهم بموجب القانون تزويد العاصمة قرطاج بالجنود. بمجرد تجنيدهم يتلقون راتبا سخيا إذا ما قورن براتب قوات المرتزقة.
كان جيش قرطاج أحد أهم القوات العسكرية في العصور القديمة الكلاسيكية، فبالرغم من كون أسطولها الحربي يمثل قوتها الرئيسية اكتسبت القوات البرية للجيش دورًا رئيسيًا في بسط القوة البونيقية على سكان شمال إفريقيا وجنوب شبه الجزيرة الأيبيرية خاصةً في الفترة بين القرن 6 ق.م والقرن 2 ق.م.

### الحروب البونيقية
بسبب تضارب المصالح بين الإمبراطورية القرطاجية القائمة والجمهورية الرومانية المتوسعة، كان الرومان مهتمين في البداية بالتوسع عبر صقلية التي كان جزء منها تحت السيطرة القرطاجية. وقد أدى التوسع الروماني على صقلية لبداية الحرب البونية الأولى التي استمرت من 264 إلى 241 قبل الميلاد.
في حين كانت قرطاج القوة المهيمنة في غرب البحر الأبيض المتوسط مع قوة بحرية كبيرة، كانت روما قوة صاعدة بسرعة في إيطاليا لكنها تفتقر إلى القوة البحرية.
شهدت الحرب البونيقية الثانية (218-201 ق.م) بعد غزو أيبيريا عبور حنبعل لجبال الألب في 218 ق.م تلتها حملة طويلة منه ضد الرومان في إيطاليا القارية ولكنها فشلت في نهاية المطاف، قامت القوات الرومانية بحملة مضادة بقيادة سكيبيو الإفريقي لغزو قرطاجنة الجديدة كان من نتاجها إنهاء الحكم القرطاجي في أيبيريا بعد معركة إليبا.
كان هناك تتابع سريع لزعماء الماسيل انتهى مؤقتًا بتقسيم الأرض بين قرطاجة والحليف الروماني السابق زعيم الماسيسيل سيفاكس عام 206 ق.م، تزوج سيفاكس من صفنبعل ابنة صدربعل جيسكو، ذهب ماسينيسا الذي فقد خطيبته صفنبعل إلى الرومان الذين أقام بالفعل اتصالًا بهم أثناء خدمته العسكرية في إسبانيا. بعد معركة إليبا التي أشرنا لها سابقاً تحول ماسينيسا زعيم قبيلة الماسيل التي كانت حليفة في الأصل لقرطاجة وقاتلت ضد الرومان في إسبانيا إلى حليف للرومان فكان دعمه حاسماً لنصرهم في معركة زامة ضد القرطاجيين، أسس ماسينيسا مملكة نوميديا وظل حليفًا رومانيًا قويًا لبقية حياته الطويلة.

### سقوط قرطاج
انتعشت روما بعد أن كانت على شفا الهزيمة إثر احتلال هانيبال لجزء كبير من إيطاليا لمدة 15 عامًا ورغم خسائرها البحرية المدمرة في بداية سلسلة الحروب البونيقية.
بعد أكثر من قرن وفقدان مئات الآلاف من الجنود من كلا الجانبين، كان سقوط قرطاج في نهاية الحرب البونية الثالثة عام 146 ق.م بعد غزو روما لها حيث دمرت المدينة تماما من قبل سكيبيو ايميليانوس لتصبح روما بعد ذلك أقوى دولة في غرب المتوسط.
سحب الرومان السفن الحربية الفينيقية إلى الميناء وأحرقوها قبالة المدينة، ذبحوا واستعبدوا الناس منزل بمنزل، اشتعلت النيران في المدينة وبهذه الطريقة تم هدمها ولم يبقى سوى آثار وأنقاض الدمار.

## الاقتصاد

### صناعة السفن

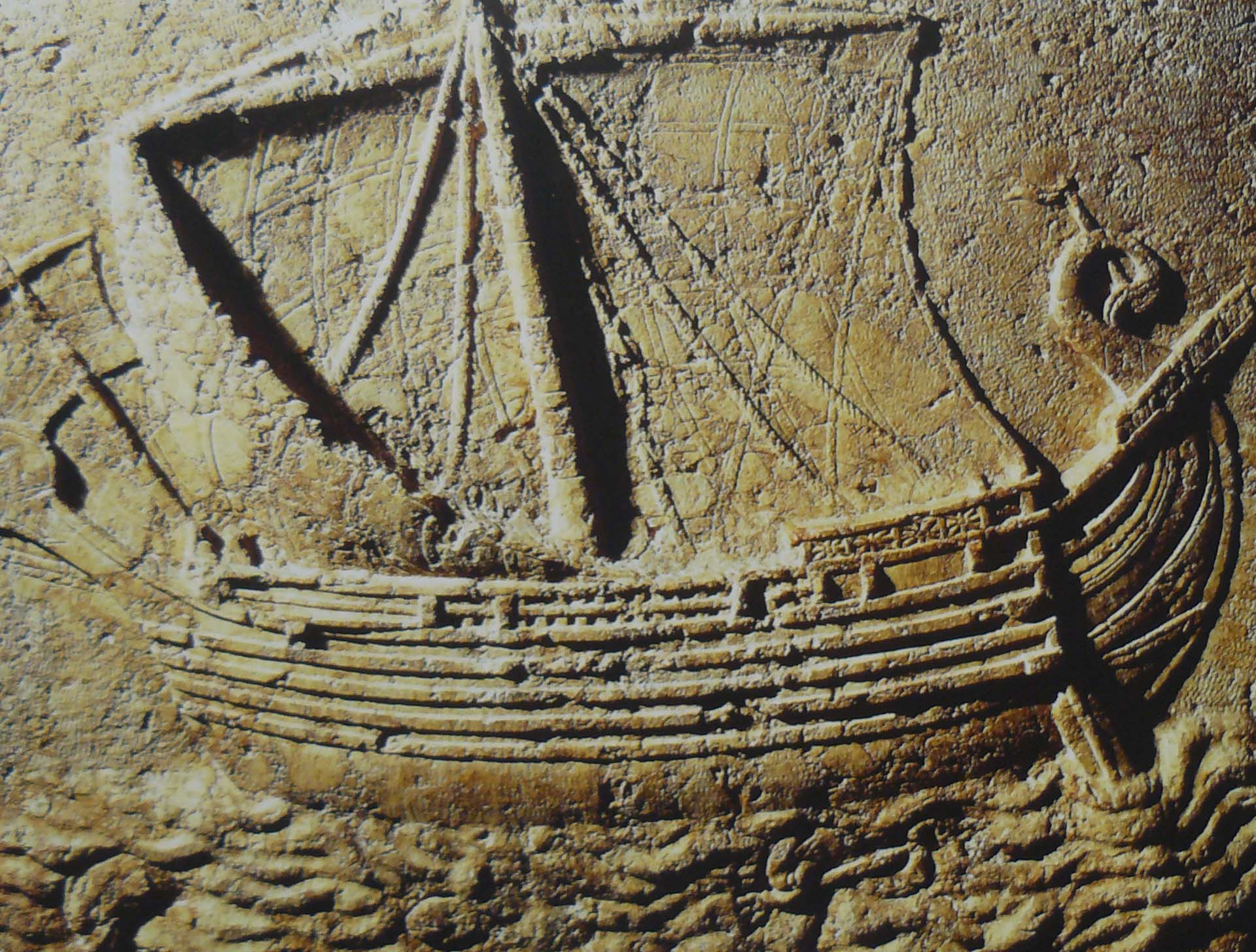
سفينة تجارية فينيقية منحوتة على وجه تابوت يعود للقرن الثاني ق.م

من الكتابات والنقوش التي وجدت على الفخار والتماثيل يفهم أن الفينيقيين هم أقدم من اهتم بالملاحة البحرية أكثر من غيرهم وذلك خلال التاريخ القديم و يرى المؤرخ الفرنسي ج.كونتنو أن الفينيقيين هم الملاحون القدماء الذين طوروا السفن النهرية والبحرية، حتى لقبوا بأبناء البحر. وقد أدى استقرار الفينيقيين بشمال إفريقيا إلى تطور صناعة السفن خصوصا مع توفر مادة الخشب في شمال إفريقيا وبلاد المغرب القديم تحديدا بفضل غابات الأرز وتعدد أنواع أخشابها كالبلوط والصنوبر حيث يستعمل هذا الأخير خاصة في صناعة صواري السفن. استعمل الفينيقيون السفن ذات الصواري في البحر المتوسط قبل أن يعرفها القرطاجيون وذلك منذ القرن 12 ق.م، استطاع القرطاجيون بفضل هذا النوع من السفن الوصول إلى السواحل الشمالية للمحيط الأطلسي خلال القرن 5 ق.م.

### صناعات أخرى
إضافة إلى صنع السفن وآلات الموانئ التي تخصصوا فيها بحكم نشاطهم البحري الكبير، نجح البونيقيون أيضا في مدن الجزائر وشمال أفريقيا بالصباغة والدباغة والحياكة وصناعة الفخار المزخرفة أو البسيطـة لحاجاتهم اليومية وكذلك صناعة الجرار التي كانت تستعمل لحفظ بقايا الموتى الذين كانوا يقدمون قربانا للإلهة تانيت.

### الزراعة
كانت الزراعة مهمة في النشاط الاقتصادي، حيث كانت في البداية تنحصر في منطقة شبه جزيرة رأس بونة ثم إنتشرت في منطقة شمال تونس والجزائر وباقي مناطق الإمبراطورية القرطاجية وقد برع البونيقيون في ميدان الزراعة إذ طوروا زراعة أشجار الزيتون والكروم والتين والرمان، كما طوروا أنواع أخرى من الزراعات كالخضروات والفواكه والحبوب.
ومن معالم تقدم الزراعة لدى البونيقيين ظهور علماء في هذا الميدان مثل ماغون القرطاجي الذي عاش حوالي القرن الثالث ق.م والذي ألف دائرة معارف تتكون من 28 كتابا علميا في الزراعة تضمنت كل ما يتعلق بغرس الأشجار وأنظمة السقي والأماكن الصالحة للزراعة إضافة إلى طرق تربية الحيوانات وصناعة الخمور وتنظيم العقار الفلاحي

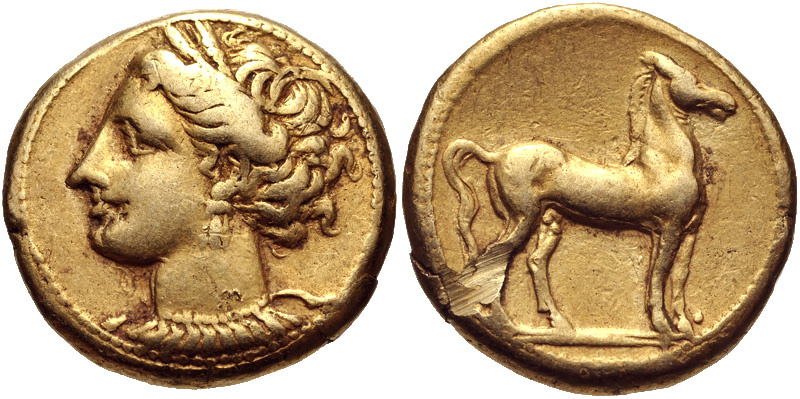
شيكل قرطاجي يحمل رأس تانيت وحصان واقف يعود لحوالي 310-290 ق.م

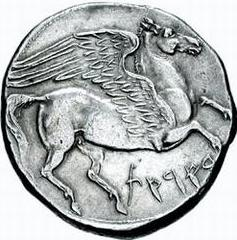
عملة قرطاج من وقت الحرب البونية الأولى مع صورة بيغاسوس

### التجارة
نظراً لكون الفينيقيين ثم القرطاجيين فيما بعد شعوبا تجارية بامتياز فقد مثل هذا النشاط عصب الاقتصاد، وقد لعبت مجموعة المحطات التجارية التي أسسها الفينيقيون في الجزائر كمثيلاتها بغرب البحر الأبيض المتوسط دوراً في استغلال الساحل الغربي الإفريقي والوصول إلى بلاد الذهب، ولهذا الغرض نظم حنون (500 ق.م) حملة واسعة ذات هدفين، أولهما تأسيس مستوطنات والثاني تعزيز
سوق الذهب.
كانت قرطاج ترتبط بعلاقات سليمة بالمستوطنات البونيقية بالجزائر حيث كانت غالباً تقتصر على التعامل التجاري دون التدخل السياسي، وقد عملت من خلال توسعها التجاري على رفع مستوى معيشة رعاياها بهذه المستوطنات والذين لم تتعامل معهم كعبيد، بل تعاملت معهم كزبائن لها.

### العملة
كانت أراضي الجزائر الحالية تابعة لقرطاج بين أواخر القرن 5 ق.م وتدميرها في 146 ق.م، في تلك الحقبة كانت تستخدم كما شمال إفريقيا العملة القرطاجية المعروفة بالشيكل والتي استخدم الذهب والفضة والإلكتروم والبرونز والبيليون لسكها، تم إنتاج أو استخدام كمية قليلة فقط من العملات القرطاجية في الجزائر في حين عثر على الكثير منها في مستعمرات قرطاجة في سردينيا وصقلية الغربية. احتكرت قرطاجة سك النقود الذهبية في حين سكت النقود الفضية في مختلف المراكز وكانت هذه النقود تحمل من الوجه صورا أدمية أو حيوانية أو نباتية أو لمعبودات.
أدى تدمير مدينة قرطاج على يد الرومان عام 146 ق.م إلى وضع حد لهيمنتها على أراضيها في المغرب الكبير القديم وفي البحر الأبيض المتوسط كما شهد عام 146 ق.م حقبة جديدة من الاستقلال للمستعمرات القرطاجية بما فيها تلك المنتشرة على أرض الجزائر الحالية، وكانت أفضل طريقة لتأكيد الاستقلال هي إصدار العملة (القطع النقدية)، وقد أظهرت الدراسات العلمية أن العديد من المدن المتمتعة بالحكم الذاتي والموجودة في الجزائر الحالية تمكنت من إصدار عملات معدنية من الأعوام 140-130 ق.م، ويمكننا أن نذكر منها: هيبون (عنابة) و سيرتا (قسنطينة) و روسيكاد (سكيكدة) وبفضل هذه القطع النقدية تمكنوا من التعبير عن هويتهم السياسية والدينية والاقتصادية. كانت إكوسيوم (مدينة الجزائر الحالية) إحدى تلك المستوطنات القرطاجية التي تتمتع بالاستقلالية، حيث عثر فيها على قطع نقود تحمل اسمها وذلك قبل العصر الروماني.

## الثقافة
نتج عن علاقات الفينيقيين وتحالفاتهم مع الليبيين الثقافة الليبو فينيقية، لا يعرف إلى أي مدى وصلت استكشافات الفينيقيين داخل إفريقيا ولكن افترض في بعض الأحيان أنهم وصلوا إلى تمبكتو والنيجر وربما بحيرة تشاد كما تمت التجارة مع شرق آسيا بشكل أساسي بواسطة القوافل عن طريق البحر الأحمر. يتقاسم السكان الليبوفينيقيين العديد من الخصائص والسمات مع مواطني قرطاج لكنهم لا يتمتعون بنفس الحقوق
بالرغم من التطور الذي عرفته الامبراطورية القرطاجية وحضارتها الفينيقية البونيقية مدة قرون لم يبقى من منتجاتها الثقافية والأدبية إلا القليل الناذر وذلك كون القرطاجيين إعتمدوا في كتاباتهم على الأوراق مثل البردي وغيره من الأنواع والتي تعرضت للتلف نتيجة طابع معيشة القرطاجيين الساحلية الرطبة أو إثر محرقة قرطاج. نتيجة لما سبق ضاع أغلب الإنتاج الفكري والأدبي البونيقي ولم يصل إلينا إلا القليل عنهم بواسطة المؤرخين الرومانيين واليونانيين.

### اللغة المحكية

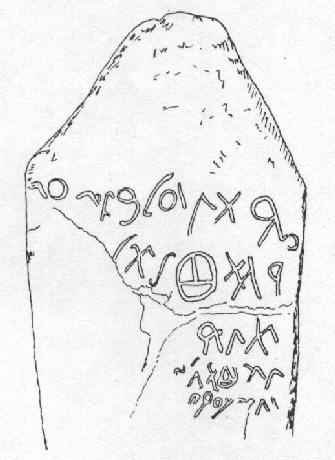
كتابة بونيقية منحوتة على حجر وجد في دلس بالجزائر عام 1917 وتقول: "أمت-بعل بنت جرجم وضعت هذه الحجرة لـ..."

اتّصال سكان الجزائر وشمال إفريقيا الوثيق بالفينيقيين القادمين من المشرق العربي والذين أسّسوا مدينة قرطاجة، أثر لغوياً في المغاربة، حيث كان يتكلم فينيقيو شمال إفريقيا اللغة البونيقية وهي لُغيَّة منحدرة من الفينيقية التي هي أخت اللغة العربية لأنها من الأرومة السامية.

أقبل البربر على تعلم اللغة البونية لتسهيل الاتصال بالقرطاجيين وأخذوا عنهم أسباب الحضارة في الزراعة والصناعة والملاحة والتجارة، إلى آخره. ويقول محمد علي دبوز عن البونية

### الكتابة
أشار سالوست إلى الكتب القديمة باللغة البونيقية وتآليف المؤلف الزراعي ماغون بها، وحديث المؤرخين عن مكتبة قرطاج وما احتوته من تآليف، كما تكشف النقوش عن وجود كتبة مختصين في نقش الكتابات لفائدة العموم ويحملون لقب سفر بالبونيقية وتعني كاتب في نقائش قرطاج في حين أظهرت نقائش الحفرة بالجزائر أنهم كانوا يحملون لقب رب سفرم وتعني رئيس الكتبة.
تؤكد النقوش التي عُثر عليها في الجزائر بعد سنة 146 ق.م خاصة في الجهة الشرقية للبلاد أن اللغة الرسمية التي استخدمتها المملكة النوميدية والموريطانية حتى ما بعد تهديم قرطاجة كانت هي البونية فبها كانت تكتب الصيغ النذرية للآلهة والشواهد القبرية والنصوص الإدارية والعملات في كامل الشمال الإفريقي.
تم تطوير كتابة تيفيناغ وهو اسم كتابة الطوارق (أصل بربري) من الكتابة الليبية والتي بدورها ربما تأتي من الأبجدية الفينيقية، اللغات البربرية هي فرع من عائلة اللغات الأفروآسيوية. وهي تتألف من مجموعة من اللغات ذات الصلة التي يتحدث بها البربر، وقد تم الإشارة للغات البربرية غالبا كلغة واحدة في الماضي (خاصة من طرف الدراسات الفرنسية التقليدية)
كما أشرنا سابقاً فإن أغلب اللسانيين أرجعوا اختراع اليبيين (النوميديين أو البربر) للغتهم وكتابتهم إلى احتكاكهم بالفينيقيين بدليل:
- ظهرت الكتابة النوميدية بعد استقرار الفينيقيين بشمال أفريقيا ويعود الفضل للفينيقيين في اختراع الكتابة.
- تعود معظم النقوش النوميدية إلى مناطق كانت واقعة تحت التاثير القرطاجي مثل شمال غرب تونس وقسنطينة.
- الكتابة النوميدية ذات خروف صامتة وهو ما اشتهرت به الكتابة السامية.
- لا يعرف وجود كتابة ليبية بحتة قبل التواجد الفينيقي بشمال افريقيا.
- وجود حروف متشابهة بين الكتابة البونيقية والنوميدية.
- من المرجح أن تسمية تيفيناغ (تيفيناق) ذات أصول فينيقية وتعني فينيقي أو بونيقي.

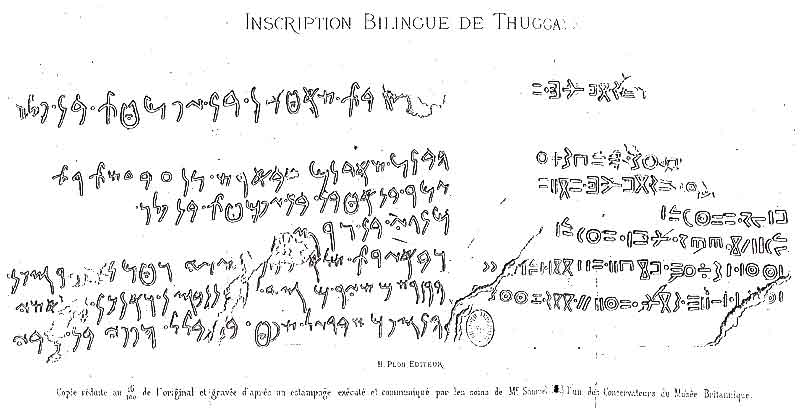
نقش ثنائي اللغة (بونيقي على اليسار وليبي على اليمين)
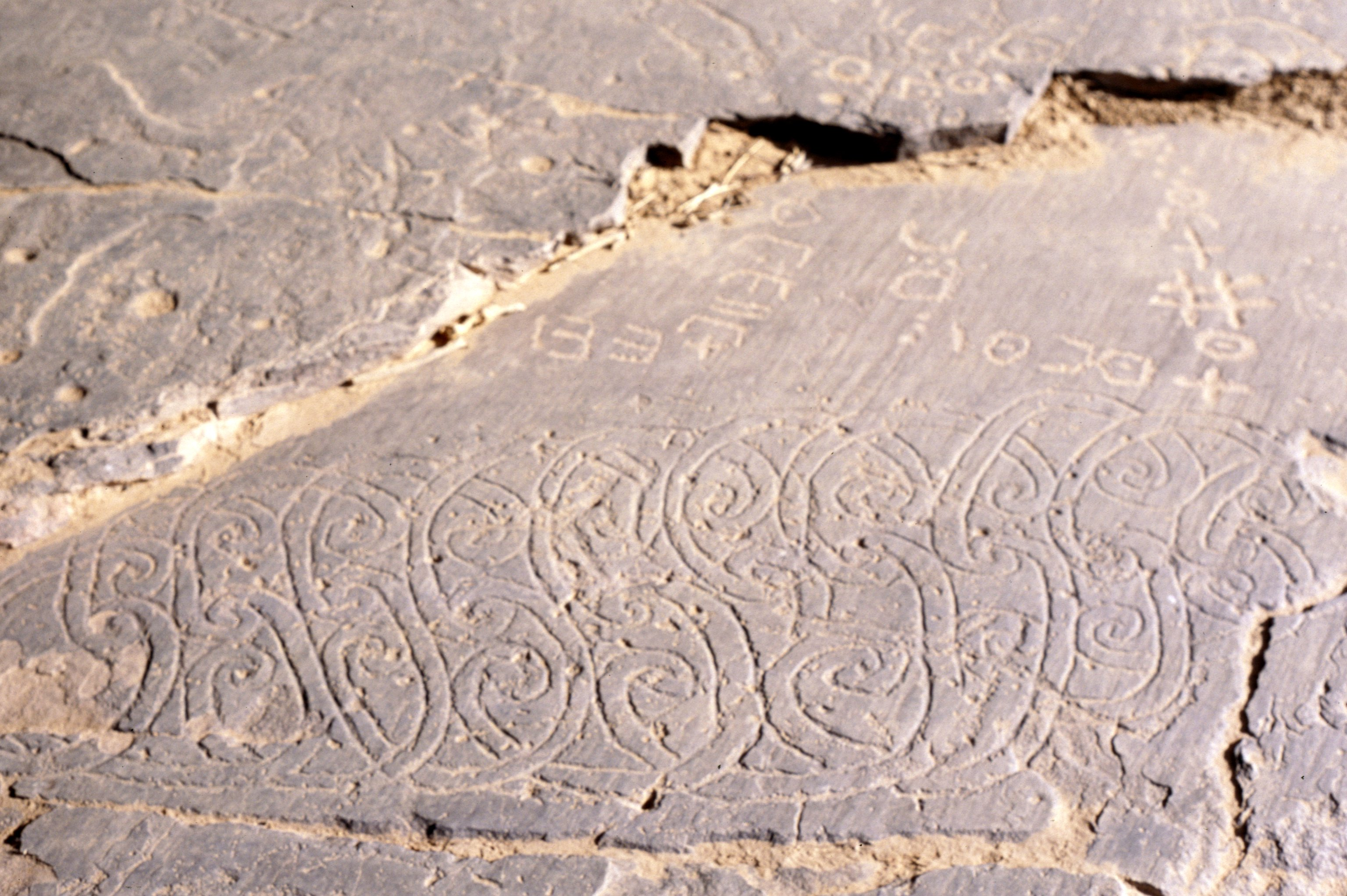
كتابات تيفيناغ من الفن الصخري بولاية تمنراست في الصحراء الجزائرية.

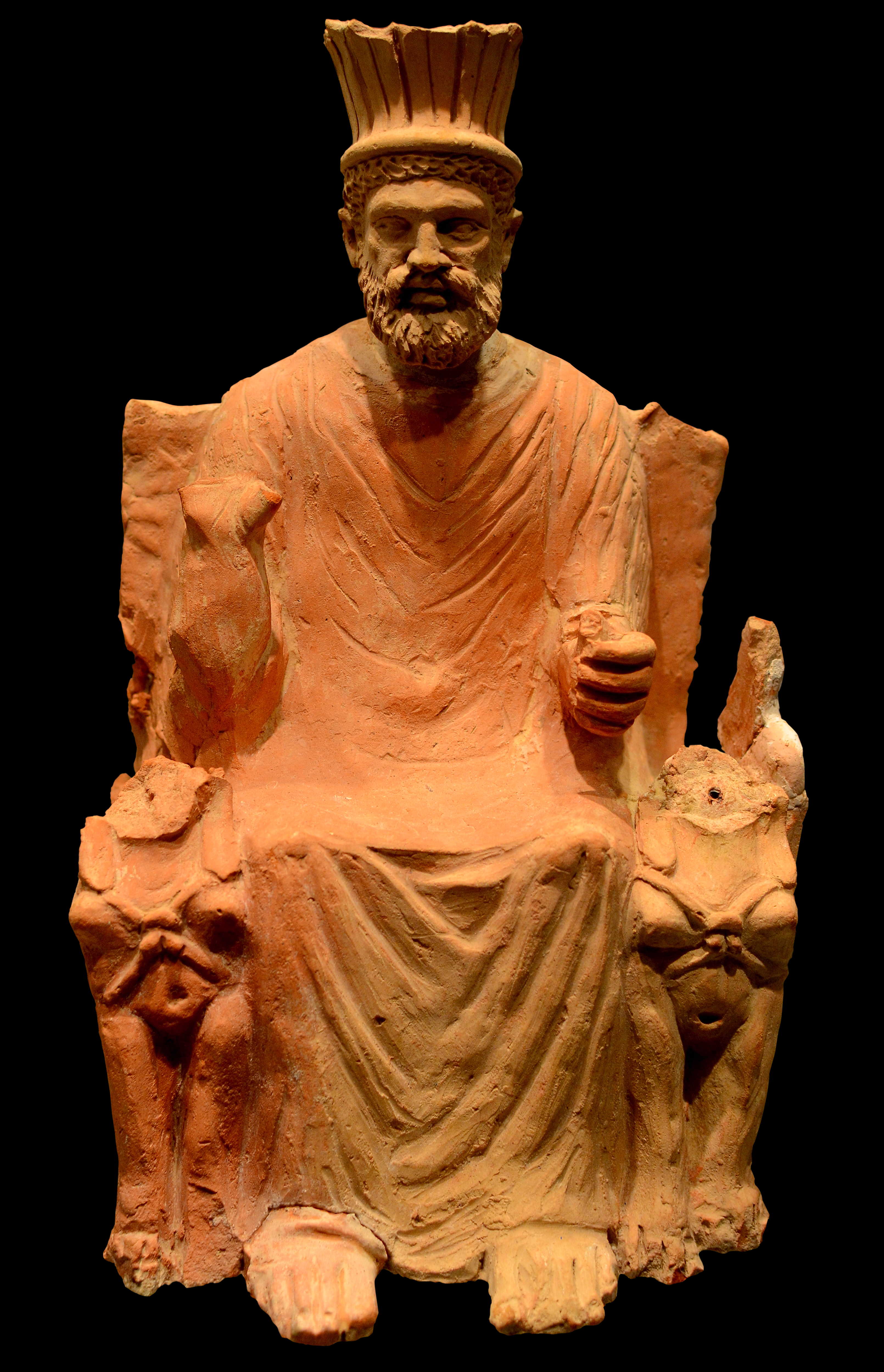
تمثال من الطين النضيج لبعل آمون يجلس على عرشه المزين بتماثيل أبو الهول، ويعتمر تاجًا.

### الدين
كان تعدد الآلهة ميزة الدين القرطاجي المستند إلى الدين الفينيقي (المستمد من معتقدات بلاد الشام)، كانت العديد من الآلهة التي كان يعبدها القرطاجيون مناطقية وأصبحت اليوم معروفة فقط بأسمائها المحلية. كان زوج الآلهة الأعليان هما تانيت وبعل آمون، كما يبدو أن الإلهة عشتروت كانت مشهورة منذ القديم. كانت النصوص البونيقية التي عثر عليها مفصلة بما يكفي لإظهار أن طبقة كهنة المعابد كانت جيدة التنظيم وأتباعها يؤدون أنواعًا مختلفة من الوظائف وكان الكهنة حليقين على عكس معظم السكان.

## وصلات خارجية
- التواجد الفنيقي والبوني في الجزائر

## طالع أيضًا
- كتاب التوسع الفينيقي في غرب البحر الأبيض المتوسط لـ محمد الصغير غانم
- مذكرة ماجستير سلسلة موانئ الشرق الجزائري القديمة دراسة تاريخية وصفية اعتمادا على المصادر المادية المحلية سهام حداد 2009
- مذكرة ماجستير مظاهر من التأثير القرطاجي في نوميديا. الزراعة، الديانة واللغة من القرن الثالث إلى 146 ق.م مولاي الحاج أحمد بومعقل جامعة الجزائر كلية التاريخ 2008/2009